# Ambeloúzos
Ambeloúzos, en grec moderne : Αμπελούζος, est un village du dème de Gortyne, dans le district régional de Héraklion, de la Crète, en Grèce. Selon le recensement de 2011, la population d'Ambeloúzos compte 320 habitants.
Le village est situé à une distance de 46,6 km de Héraklion et à une altitude de 200 mètres. 
Le village est mentionné, en 1583, dans le recensement de Castrofilaca sous le nom d'Ambelluso avec 158 habitants.